# Stigmidium apophlaeae
Stigmidium apophlaeae är en lavart som först beskrevs av Jan Kohlmeyer, och fick sitt nu gällande namn av Aptroot 2006. Stigmidium apophlaeae ingår i släktet Stigmidium och familjen Mycosphaerellaceae.   Inga underarter finns listade i Catalogue of Life.